# Дзаноне, Валерио
Вале́рио Рикка́рдо Дзано́не (итал. Valerio Riccardo Zanone; 22 января 1936, Турин — 7 января 2016, Рим) — итальянский государственный деятель, министр обороны Италии (1987—1989).

## Биография
Родился в зажиточной семье. Окончил Туринский университет, по образованию филолог. Работал журналистом.
В 1955—1994 годах член Итальянской либеральной партии (ИЛП), с 1969 года — член национального совета ИЛП, в 1976—1985 годах — генеральный секретарь ИЛП.
С 1970 года в политике, с 1976 по ноябрь 1990 года депутат парламента VII—XI созывов. В 1989—1990 годах — председатель комитета по обороне.
Неоднократно входил в состав Совета Министров Италии:
- июль 1984 — июль 1986 гг. — министр экологии в правительстве Б. Кракси
- август 1986 — апрель 1987 гг. — министр промышленности, ремесел и торговли в правительстве Б. Кракси
- апрель 1987 — март 1988 гг. — министр обороны в правительстве Дж. Гориа
- апрель 1988 — июль 1989 гг. — министр обороны в правительстве Ч. де Мита
- июль 1990 — декабрь 1991 гг. — мэр Турина.

В 1990—1993 годах являлся председателем Либеральной партии. В 1992—1994 годах избирался в состав Палаты депутатов итальянского парламента.
В июне 1993 года объявил о создании левоцентристского Либерально-демократического союза (Unione Liberaldemocratica), который в феврале 1995 года объединился с Федерацией либералов, которую возглавил. В 1995 году был одним из основателей коалиции l’Ulivo («Олива»).
В 2007—2010 годах — в Демократической партии, с 2010 года — в «Альянсе за Италию».
В 2006—2008 годах — сенатор от Ломбардии, заместитель председателя постоянного комитета по обороне.
В 1992 году признал свою причастность к масонской ложе.
Автор книг «Либеральный дневник» (1979), «Свобода восьмидесятых» (1981, «Причины свободы» (1981) и др.
Был сторонником расширения американского военного присутствия в Италии.